# Protestantyzm w Serbii
Protestanci są czwartą co do wielkości grupą religijną w Serbii, po chrześcijanach prawosławnych, katolikach i muzułmanach. W spisie ludności z 2011 roku było 71.284 protestantów w Serbii (z wyłączeniem terytorium Kosowa) i obejmuje 1% ludności kraju. Etnicznie Słowacy stanowią większość społeczności protestanckiej Serbii.
Większość protestantów (64.029) zamieszkują prowincję Wojwodina. Największy odsetek na poziomie gminy jest w gminach Bački Petrovac i Kovačica, gdzie większość ludności to etniczni Słowacy (z których większość to zwolennicy protestanckiego chrześcijaństwa). Inna stosunkowo duża społeczność protestancka znajduje się w drugim co do wielkości mieście Serbii Nowym Sadzie z 8499 protestantów. Poza Wojwodiną, spora koncentracja protestantów w pozostałej części kraju znajduje się w Leskovac (2493) i w Belgradzie (1606).
Badania przeprowadzone przez Pew Research Center w 2010 roku mówią o 100.000 (1,3%) protestantów w Serbii. Do większych społeczności protestanckich w kraju zalicza się:
- Słowacki Kościół Ewangelicki Wyznania Augsburskiego w Serbii – kościół luterański liczący 45.000 wiernych w 57 kościołach[3],
- Reformowany Kościół Chrześcijański w Serbii – kościół kalwiński liczący 16.700 wiernych w 20 zborach[3],
- Zbory Boże – kościół zielonoświątkowy liczący 9000 wiernych w 65 kościołach[4],
- Kościół Adwentystów Dnia Siódmego – 6652 wiernych w 171 zgromadzeniach[5],
- Cygański Ruch Ewangeliczny – 6400 wiernych w 17 zborach[3],
- Unia Kościołów Baptystów w Serbii – wyznanie baptystyczne liczące 1980 wiernych w 69 kościołach[6],
- Zjednoczony Kościół Metodystyczny – 485 wiernych w 14 kościołach[7],
- Unia Kościołów Chrześcijan Baptystów w Serbii – mniejsze wyznanie baptystyczne liczące 472 wiernych w 12 kościołach.